# Шиподзьоб тасманійський
Шиподзьоб тасманійський (Acanthiza ewingii) — вид горобцеподібних птахів родини шиподзьобових (Acanthizidae). Ендемік Тасманії.

## Опис
Довжина птаха становить 10 см. Забарвлення здебільшого світло-коричневе, гузка біла, груди поцятковані сірими смужками. Виду не притаманний статевий диморфізм.

## Підвиди
Виділяють два підвиди:
- A. e. ewingii Gould, 1844 (Тасманія і острів Фліндерс);
- A. e. rufifrons Campbell, AJ, 1903 (острів Кінг).

## Поширення
Тасманійський шиподзьоб мешкає на Тасманії, а також на островах Бассової протоки. Він мешкає в лісових масивах і чагарниках.

## Раціон
Цей вид птахів харчується комахами, яких ловить на землі.

## Збереження
Це численний і поширений вид птахів в межах свого ареалу. МСОП вважає тасманійського шиподзьоба таким, що не потребує особливих заходів зі збереження.